# KBS Joy
KBS Joy (korejsky KBS 조이) je jihokorejská kabelová televizní stanice, vysílající zábavné pořady. Je provozována společností KBS N, která je přidružená ke společnosti KBS. Vysílání bylo zahájeno 1. listopadu 2006. 

## Vysílané pořady
- 2 Days & 1 Night
- The Return of Superman
- Boss in the Mirror
- Dogs Are Incredible
- Walk Expedition
- Stars' Top Recipe at Fun-Staurant
- Problem Child in House

## Název
| název    | korejský název | používané od      |
| -------- | -------------- | ----------------- |
| KBS Game | KBS 게임       | 12. září 2005     |
| KBS Joy  | KBS 조이       | 1. listopadu 2006 |

## Slogan
- Zábavný kanál
- Zábava nad rámec představivosti

#### Sesterské kanály
- KBS Drama
- KBS Story
- KBS Life
- KBS Kids
- KBS N Sports

#### Kanály se stejným zaměřením
- SBS funE
- SBS Plus
- MBC Every 1
- TVN